# 오와
오와(일본어: 応和)는 일본의 연호 중 하나이다.
- 전후 : 덴토쿠(天徳) 이후 - 고호(康保) 이전.
- 시기 : 961년 ~ 964년
- 천황 : 무라카미 천황

## 개원
- 덴토쿠 5년 2월 16일(율리우스력 961년 3월 5일) 신유혁령에 따라 개원하여
- 오와 4년 7월 10일(율리우스력 964년 8월 19일) 갑자혁령에 의해 고호로 개원되었다.

## 출전
『진서』의 「鳥獸万物莫不應和」에서 출전.

## 서력과의 대조표
| 오와        | 원년       | 2년        | 3년        | 4년        |
| ----------- | ---------- | ---------- | ---------- | ---------- |
| 서기 (西紀) | 961년      | 962년      | 963년      | 964년      |
| 간지 (干支) | 신유(辛酉) | 임술(壬戌) | 계해(癸亥) | 갑자(甲子) |

## 같이 보기
- 일본의 연호 일람

| 이전 덴토쿠 | 일본의 연호 961년 ~ 963년 | 다음 고호 |